# استان یاویوس
استان یاویوس (به اسپانیایی: Provincia de Yauyos) یک استان در پرو است که در منطقه لیما واقع شده‌است. استان یاویوس ۶٬۹۰۱٫۵۸ کیلومتر مربع مساحت و ۲۰٬۴۶۳ نفر جمعیت دارد و ۲٬۸۷۴ متر بالاتر از سطح دریا واقع شده‌است.